# Lee Yu-ri
Lee Yu-ri, née le 28 janvier 1981 à Eunpyeong-gu (Séoul)[réf. souhaitée], est une actrice sud-coréenne.

## Filmographie sélective

### Cinéma
- 2006 : Kim In-sook dans Bunshinsaba de Ahn Byeong-ki[2]